# Stuart Whitman
Stuart Whitman, all'anagrafe Stuart Maxwell Whitman (San Francisco, 1º febbraio 1928 – Montecito, 16 marzo 2020), è stato un attore statunitense.
Stuart Whitman è ricordato per aver interpretato il maresciallo Jim Crown nella serie televisiva western Cimarron Strip (1967). Sul grande schermo ha interpretato, fra gli altri, il western I comanceros (1961), accanto a John Wayne, e lo stravagante film epico d'aviazione Quei temerari sulle macchine volanti (1965), di cui fu il romantico protagonista.

## Biografia

### Primi anni
Whitman nacque a San Francisco, il maggiore dei due figli di Cecilia e Joseph Whitman. I genitori viaggiarono frequentemente durante l'infanzia di Stuart, che, di conseguenza, frequentò venti differenti scuole. Dopo la laurea, trascorse tre anni di servizio militare presso il United States Army Corps of Engineers, dove si distinse come uno dei migliori pugili della categoria mediomassimi nell'esercito. Successivamente si iscrisse al Los Angeles City College, dove studiò legge e arte drammatica, e alla Los Angeles Academy of Dramatic Art.

### Carriera cinematografica

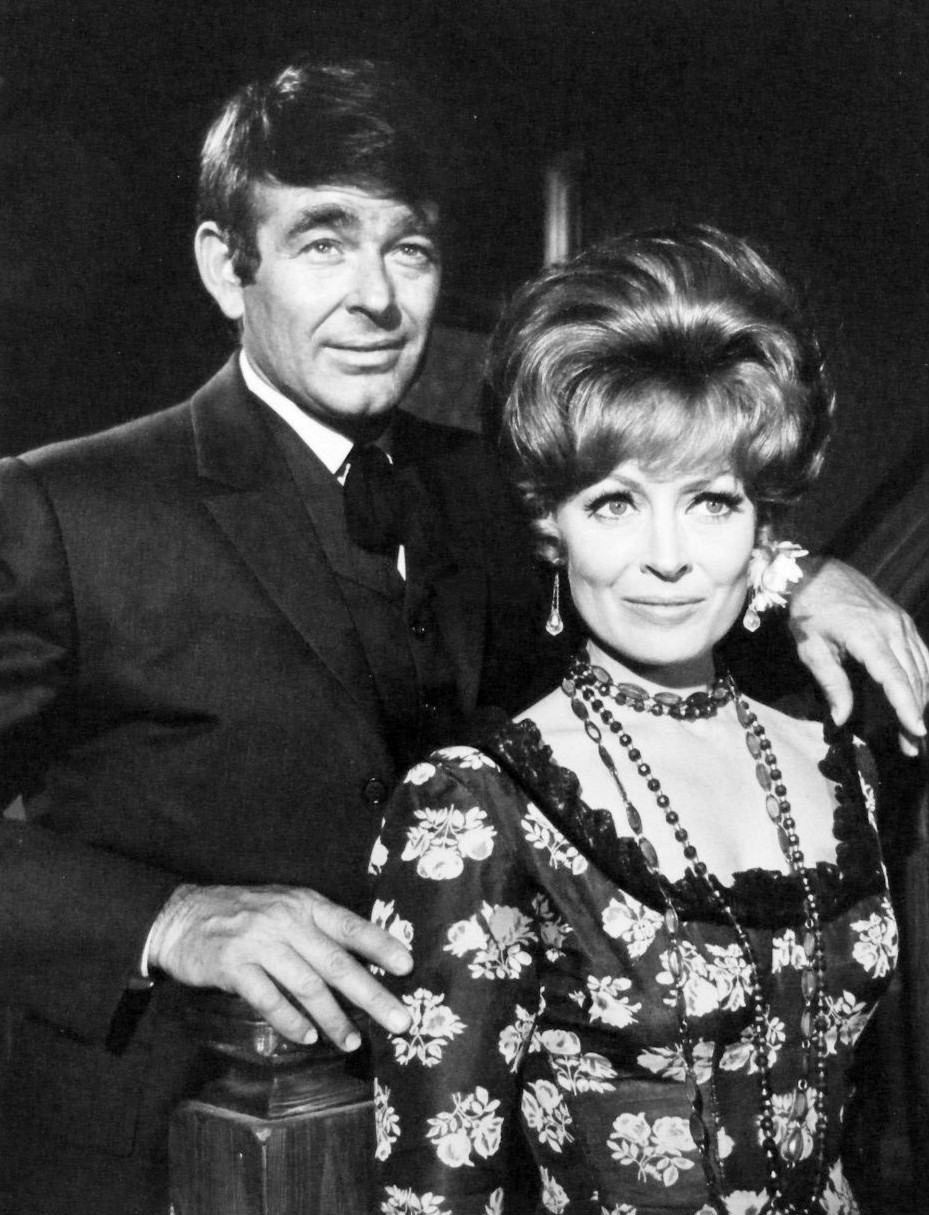
Whitman e Victoria Shaw in Cimarron Strip (1967)

Whitman esordì come attore di secondo piano nei film di fantascienza Quando i mondi si scontrano (1951) e Ultimatum alla Terra (1951). La sua carriera cinematografica proseguì con ruoli secondari e spesso non accreditati, in film come The All American (1953), La campana ha suonato (1954), Brigadoon (1954), e con alcune apparizioni televisive durante gli anni cinquanta, come quella del personaggio che si batte per ottenere un premio nella commedia Dr. Christian, che gli consentì di ottenere un ruolo cinematografico da protagonista nel film Johnny Trouble (1957).
Dopo aver firmato un contratto di sette anni con la 20th Century Fox, apparve in Un pugno di polvere (1958), nel dramma d'avventura Infamia sul mare (1958), in cui fu protagonista del primo bacio interrazziale di Hollywood, scambiato con la partner Dorothy Dandridge, in Il re della prateria (1959) e L'urlo e la furia (1959). Quando Charlton Heston, originariamente scritturato per interpretare il protagonista del film bellico Commandos (1958), lasciò la produzione, James Garner rilevò il ruolo di protagonista e Whitman prese il posto di Garner nel ruolo a cui questi era stato inizialmente destinato.
I suoi primi ruoli da protagonista maschile assoluto furono nel dramma religioso La storia di Ruth (1960), e in Sindacato assassini (1960), in cui recitò al fianco di May Britt e Peter Falk.
Nel 1962 fu candidato all'Oscar al miglior attore per il ruolo di un molestatore di bambini ne Il marchio (1961), una pellicola di produzione inglese a cui molti altri attori famosi avevano rifiutato di partecipare. In seguito apparve da protagonista e in ruoli di supporto in molti film, fra cui Francesco d'Assisi (1961); La carovana dei coraggiosi (1961); I comanceros (1961) e Il giorno più lungo (1962), in cui condivise lo status da attore protagonista in un cast corale; Tre passi dalla sedia elettrica (1962); Il giorno e l'ora (1963); La strada del crimine (1964); Elettroshock (1964); Rio Conchos (1964); Quei temerari sulle macchine volanti (1965); Le sabbie del Kalahari (1965); Vivi e lascia morire (1966); Sei dannati in cerca di gloria (1970); La città degli acquanauti (1971), girato per la televisione; Capitan Apache (1971); La notte della lunga paura (1972); Una Magnum Special per Tony Saitta (1976); Sfida a White Buffalo (1977) e Il massacro della Guyana (1980), in cui interpretò il ruolo del reverendo Jim Jones, che guidò i suoi seguaci a un suicidio collettivo.

### Carriera televisiva
Whitman fece più di duecento apparizioni fra film e telefilm, dal 1951 al 2000. Due dei suoi primi ruoli risalgono al 1957 in Harbor Command, una serie TV drammatica di ambientazione militare sulla United States Coast Guard, e The Silent Service, basata su storie vere del servizio dei sottomarini della United States Navy.
Sempre nel 1957 Whitman, che era già apparso nel ruolo dell'agente di polizia Walters nella serie La pattuglia della strada, fu preso in considerazione per il ruolo di Bart Maverick nella serie Maverick. I produttori intendevano avvicendare il protagonista James Garner con un altro interprete. Malgrado una certa somiglianza di Whitman con Garner, per la parte fu scelto Jack Kelly.
Whitman sarebbe comunque apparso in una serie western una decina d'anni più tardi, interpretando l'eroico maresciallo Jim Crown in Cimarron Strip, in onda nella stagione 1967-1968. Il telefilm, della durata di 90 minuti ad episodio, dovette gran parte del suo successo al suo tema musicale, e all'interpretazione di Whitman. Suoi co-interpreti principali erano Jill Townsend nel ruolo di Dulcey Coopersmith, la proprietaria del pub locale, e Randy Boone, che interpretava il fotografo Francis Wilder. In seguito interpretò Jonathan Kent, il padre di Clark Kent, nella serie Superboy.
Negli anni settanta apparve, fra gli altri, in un episodio della serie Ghost Story (1973). Partecipò come guest star all'episodio Trappola per un amico della serie Supercar (1984); a quattro episodi del telefilm La signora in giallo: Hit, Run and Homicide (1984), Powder Keg (1986), Trouble in Eden (1987) e Incident in Lot 7 (1992). Nel 1985 interpretò Jack Harman, un amico di Hannibal Smith, nell'episodio Sangue, sudore e applausi della serie A-Team. 
Il suo ultimo ruolo fu in The President's Man, film per la TV realizzato nel 2000 e interpretato da Chuck Norris. Era apparso precedentemente con Norris in un episodio in due parti di Walker Texas Ranger.

## Vita privata
Dal primo matrimonio con Patricia LaLonde (sposata il 13 ottobre 1952), Whitman ebbe quattro figli: Tony (nato nel 1953), Michael (nato nel 1954), Linda (nata nel 1956) e Scott (nato nel 1958). Dopo il divorzio nel 1966 dalla LaLonde, nello stesso anno Whitman si risposò con la francese Caroline Boubis, da cui ebbe un figlio, Justin. La coppia divorziò nel 1974. Dal 1993 era sposato con Julia Vadimovna Paradiz.
È morto il 16 marzo 2020 nella sua casa di Montecito.

## Filmografia parziale

### Cinema
- Quando i mondi si scontrano (When Worlds Collide), regia di Rudolph Maté (1951)
- Operazione "Z" (One Minute to Zero), regia di Tay Garnett (1952)
- I ribelli dell'Honduras (Appointment in Honduras), regia di Jacques Tourneur (1953)
- Il traditore di Forte Alamo (The Man from the Alamo), regia di Budd Boetticher (1953)
- Desiderio di donna (All I Desire), regia di Douglas Sirk (1953)
- The All American, regia di Jesse Hibbs (1953)
- La campana ha suonato (Silver Lode), regia di Allan Dwan (1954)
- Brigadoon, regia di Vincente Minnelli (1954)
- I sette assassini (Seven Men from Now), regia di Budd Boetticher (1956)
- Tamburi di guerra (War Drums), regia di Reginald Le Borg (1957)
- Bambola cinese (China Doll), regia di Frank Borzage (1958)
- Commandos (Darby's Rangers), regia di William A. Wellman (1958)
- Un pugno di polvere (Ten North Frederick), regia di Philip Dunne (1958)
- L'urlo e la furia (The Sound and the Fury), regia di Martin Ritt (1959)
- Il re della prateria (These Thousand Hills), regia di Richard Fleischer (1959)
- Sei colpi in canna (Hound-Dog Man), regia di Don Siegel (1959)
- La storia di Ruth (The Story of Ruth), regia di Henry Koster (1960)
- Sindacato assassini (Murder, Inc.), regia di Stuart Rosenberg e Burt Balaban (1960)
- I comanceros (The Comancheros), regia di Michael Curtiz (1961)
- La carovana dei coraggiosi (The Fiercest Heart), regia di George Sherman (1961)
- Il marchio (The Mark), regia di Guy Green (1961)
- Francesco d'Assisi (Francis of Assisi), regia di Michael Curtiz (1961)
- Il giorno più lungo (The Longest Day), regia di Ken Annakin e Andrew Marton (1962)
- Tre passi dalla sedia elettrica (Convicts 4), regia di Millard Kaufman (1962)
- Il giorno e l'ora (Le Jour et l'heure), regia di René Clément (1963)
- La strada del crimine (Signpost to Murder), regia di George Englund (1964)
- Elettroshock, regia di Denis Sanders (1964)
- Rio Conchos, regia di Gordon Douglas (1964)
- Quei temerari sulle macchine volanti (Those Magnificent Men in Their Flying Machines), regia di Ken Annakin (1965)
- Le sabbie del Kalahari (The Sands of the Kalahari), regia di Cyril Endfield (1965)
- Vivi e lascia morire (An American Dream), regia di Robert Gist (1966)
- Sei dannati in cerca di gloria (The Invincible Six), regia di Jean Negulesco (1970)
- Gli sciacalli del comandante Strasser (The Last Escape), regia di Walter Grauman (1970)
- Teneri cacciatori (Ternos Caçadores), regia di Ruy Guerra (1970)
- Capitan Apache (Captain Apache), regia di Alexander Singer (1971)
- La notte della lunga paura (Night of the Lepus), regia di William F. Claxton (1972)
- Arrow Beach: la spiaggia della paura (Welcome to Arrow Beach), regia di Laurence Harvey (1974)
- Un killer di nome Shatter (Call Him Mr. Shatter), regia di Michael Carreras (1974)
- Las Vegas Lady, regia di Noel Nosseck (1975)
- Quel motel vicino alla palude (Death Trap), regia di Tobe Hooper (1976)
- Una Magnum Special per Tony Saitta, regia di Alberto De Martino (1976)
- Sfida a White Buffalo (The White Buffalo), regia di J. Lee Thompson (1977)
- Dimensione giganti, regia di Mircea Drăgan (1977)
- Ruby, regia di Curtis Harrington (1977)
- Il piccolo campione (Run for the Roses), regia di Henry Levin (1977)
- Doppio colpo (The Ransom), regia di Richard Compton (1977)
- La donna della calda terra, regia di José Maria Forqué (1978)
- Il massacro della Guyana (Guyana: Cult of the Damned), regia di René Cardona Jr. (1979)
- Delta Fox, regia di Beverly Sebastian e Ferd Sebastian (1979)
- I guerrieri del terrore (Fabricantes de panico), regia di René Cardona Jr. (1980)
- Il club dei mostri (The Monster Club), regia di Roy Ward Baker (1981)
- Safari senza ritorno, regia di Alan Birkinshaw (1982)
- Il tesoro dell'Amazzonia (Treasure of the Amazon), regia di René Cardona Jr. (1985)
- Bersaglio sull'autostrada, regia di Marius Mattei (1988)
- Reazione mortale (Deadly Reactor), regia di David Heavener (1989)
- Omega Cop, regia di Paul Kiriazi (1990)
- Il verdetto della paura (Trial by Jury), regia di Heywood Gould (1994)
- Improper Conduct, regia di Jag Mundhra (1994)

### Televisione
- Le inchieste di Boston Blackie (Boston Blackie) – serie TV, episodio 1x21 (1952)
- The Roy Rogers Show – serie TV, 3 episodi (1952-1953)
- Navy Log – serie TV, episodi 1x03-1x23-2x01 (1955-1956)
- Gunsmoke – serie TV, episodio 2x14 (1956)
- The Star and the Story – serie TV, episodio 2x11 (1956)
- La pattuglia della strada (Highway Patrol) – serie TV, 13 episodi (1956-1957)
- Goodyear Theatre – serie TV, episodio 1x06 (1957)
- Harbor Command – serie TV, episodio 1x04 (1957)
- The Court of Last Resort – serie TV, episodio 1x13 (1958)
- Have Gun - Will Travel – serie TV, episodio 1x20 (1958)
- Target – serie TV, episodio 1x17 (1958)
- ABC Stage 67 – serie TV, episodio 1x08 (1966)
- Cimarron Strip – serie TV, 23 episodi (1967-1968)
- The Man Who Wanted to Live Forever, regia di John Trent – film TV (1970)
- Revenge, regia di Jud Taylor – film TV (1971)
- La città degli acquanauti (City Beneath the Sea), regia di Irwin Allen – film TV (1971)
- Ritratto di signora con gioielli (The Woman Hunter), regia di Bernard L. Kowalski – film TV (1972)
- The Cat Creature, regia di Curtis Harrington – film TV (1973)
- The Man Who Died Twice, regia di Joseph Sargent – film TV (1973)
- Ellery Queen – serie TV, episodio 1x20 (1976)
- Fantasilandia (Fantasy Island) – serie TV, 7 episodi (1978-1984)
- Nel tunnel dei misteri con Nancy Drew e gli Hardy Boys (The Hardy Boys/Nancy Drew Mysteries) – serie TV, un episodio (1978)
- Go West, Young Girl, regia di Alan J. Levi – film TV (1978)
- The Seekers, regia di Sidney Hayers – miniserie TV (1979)
- Il brivido dell'imprevisto (Tales of the Unexpected) – serie TV, un episodio (1981)
- A-Team (The A-Team) – serie TV, episodi 1x10-4x08 (1983-1985)
- Supercar (Knight Rider) – serie TV, episodio 2x24 (1984)
- La signora in giallo (Murder, She Wrote) – serie TV, 4 episodi (1984-1992)
- Un salto nel buio (Tales from the Darkside) – serie TV, episodio 1x18 (1985)
- Once Upon a Texas Train, regia di Burt Kennedy – film TV (1988)
- Walker Texas Ranger – serie TV, 1 episodio (1994)

## Riconoscimenti
- Premio Oscar
  - 1962 – Candidatura al miglior attore per Il marchio
- Western Heritage Awards
  - 1962 – Premio al cast per I comanceros

## Doppiatori italiani
Nelle versioni in italiano delle opere in cui ha recitato, Stuart Whitman è stato doppiato da:
- Pino Locchi in Un pugno di polvere, La storia di Ruth, I comanceros, Il marchio, Francesco d'Assisi, Quei temerari sulle macchine volanti, Ellery Queen, Quel motel vicino alla palude
- Giuseppe Rinaldi in Commandos, L'urlo e la furia, Il re della prateria, Rio Conchos, Una Magnum Special per Tony Saitta, Il verdetto della paura
- Michele Kalamera in La notte della lunga paura, Il massacro della Guyana, La signora in giallo (ep. 1x06)
- Gianfranco Bellini in Desiderio di donna
- Vittorio Cramer in Brigadoon
- Cesare Barbetti in Tamburi di guerra
- Nando Gazzolo in Le sabbie del Kalahari
- Renzo Montagnani in Capitan Apache
- Giorgio Piazza in Un killer di nome Shatter
- Antonio Guidi in Sfida a White Buffalo
- Pietro Biondi ne Il club dei mostri
- Rino Bolognesi in La signora in giallo (ep. 2x15 e 8x13)
- Dario De Grassi in La signora in giallo (ep. 4x09)